# Helmut Rahn
Helmut Rahn (16 tháng 8 năm 1929 – 14 tháng 8 năm 2003), được biết đến với biệt danh Der Boss (Ông Chủ), là một cựu cầu thủ bóng đá người Đức chơi ở vị trí tiền đạo. Ông đã trở thành một huyền thoại khi ghi bàn thắng ấn định trong trận chung kết của Giải vô địch bóng đá thế giới 1954 (Tây Đức 3 – Hungary 2).

## Sự nghiệp

### Câu lạc bộ
Rahn đã khởi đầu sự nghiệp chuyên nghiệp của mình tại Rot-Weiss Essen. Đội bóng của ông đã vô địch Cúp bóng đá Đức 1953 và Giải Vô địch Đức 1955. Ông chơi một năm cho 1. FC Köln. Năm 1960, ông đến SC Enschede của Hà Lan.

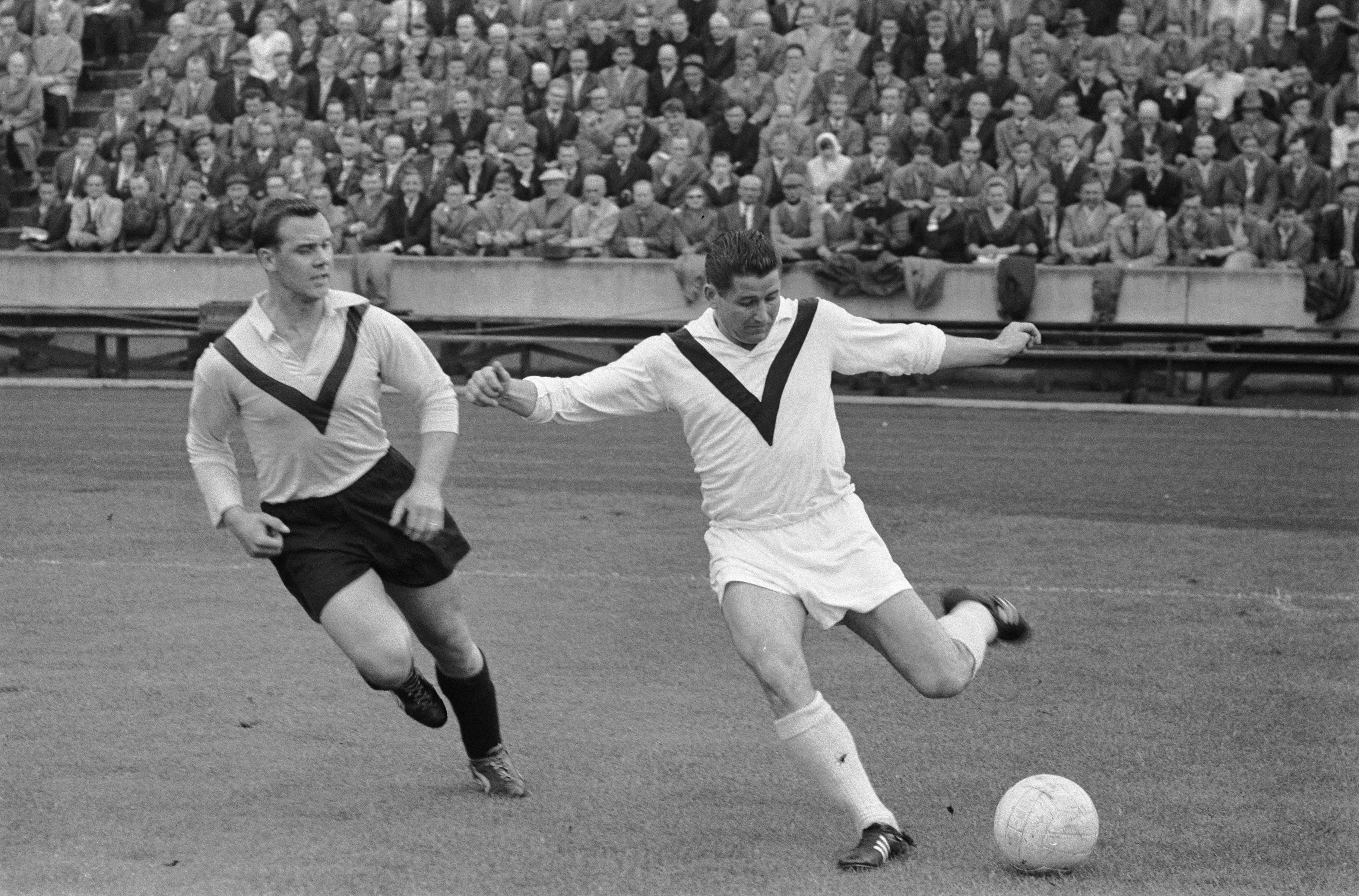
Helmut Rahn (phải) trong trận đấu với Ockhuisen (1960)

Tại Bundesliga 1963, ông bắt đầu chơi cho Meidericher SV. Ông đã kết thúc sự nghiệp vào năm 1965 vì bị chấn thương đầu gối.

### Quốc tế
Giải đấu lớn đầu tiên mà Rahn tham dự là Giải vô địch bóng đá thế giới 1954 tại Thụy Sĩ. Ông đã ghi bàn thắng đầu tiên tại tại giải đấu này ở phút thứ 77, trong trận đấu mà Tây Đức đã thua đậm trước Hungary với tỉ số 8-3. Tại vòng tứ kết, ông đã ghi bàn thắng ấn định tỉ số 2-0 trước Nam Tư. Trong Trận chung kết Giải vô địch bóng đá thế giới 1954, khi tỉ số đang là 2-1 cho Hungary, Rahn đã gỡ hòa cho Tây Đức từ một quả phạt góc. Sau đó, ở phút thứ 84, ông đã ghi bàn thắng quyết định, ấn định tỉ số 3-2 cho Tây Đức.
Tại vòng bảng Giải vô địch bóng đá thế giới 1958, trong trận đấu đầu tiên gặp Argentina, Rahn đã lập một cú đúp, giúp Tây Đức thắng 3-1. Ông cũng ghi bàn thắng giúp Tây Đức hòa 2-2 với Tiệp Khắc. Trong trận đấu cuối cùng gặp Ireland, ông đã ghi một bàn thắng ở phút thứ 20. Kết quả chung cuộc của trận đấu là 2-2. Tại vòng tứ kết, Tây Đức chạm trán với Nam Tư. Rahn đã ghi bàn thắng duy nhất trong trận đấu, giúp Tây Đức thắng 1-0 và vào vòng bán kết. Tuy nhiên, Tây Đức đã thua 1-3 trước Thụy Điển ở vòng bán kết. Trong trận đấu tranh hạng ba, Tây Đức thua 3-6 trước Pháp. Ông đã ghi một bàn thắng trong trận tranh hạng ba ở phút thứ 52.
Rahn đã giải nghệ đội tuyển quốc gia vào năm 1960, tổng cộng ông đã thi đấu 40 trận và ghi 21 bàn thắng.

## Cuộc sống sau đó
Sau khi giải nghệ sự nghiệp bóng đá, Rahn bắt đầu làm đại lý xe hơi cho riêng mình ở Essen-Altenessen, dọc theo Phố Altenessener.
Ông mất ngày 14 tháng 8 năm 2003 ở Essen, hai ngày trước ngày sinh nhật thứ 74 của ông.

## Gia đình
Rahn kết hôn với Gerti Seller năm 1953, và họ có hai con trai, Uwe (sinh 1954) và Klaus Rahn. Rahn được cho là anh họ của ông của Kevin-Prince Boateng trong Đội tuyển bóng đá quốc gia Ghana.

## Helmut Rahn Memorial

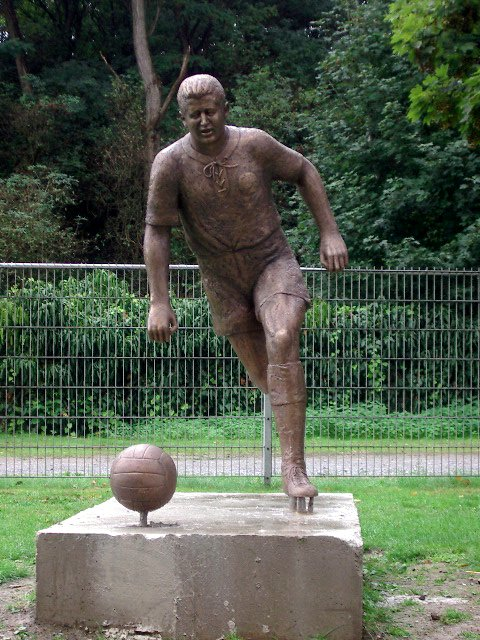
Helmut Rahn Memorial

Vào ngày 11 tháng 7 năm 2004, 50 năm sau trận đấu Bern, một bức tượng sống động của ông đã được dựng lên gần Sân vận động Georg-Melches ở Essen, trên quảng trường được đặt theo tên ông.

## Thống kê sự nghiệp
- 40 trận đấu trong Đội tuyển quốc gia; 21 bàn thắng cho Đức
- 1 trận đấu trong đội tuyển quốc gia B; 2 bàn thắng
- Giải bóng đá vô địch quốc gia Đức
19 trận đấu; 7 bàn thắng, Meidericher SV
- Oberliga West
201 trận đấu; 88 bàn thắng, Rot-Weiss Essen
29 trận đấu; 11 bàn thắng, 1. FC Köln
- Vòng chung kết cho Giải Vô địch Đức
7 trận đấu; 3 bàn thắng, 1. FC Köln
- Westpokal
2 trận đấu; 2 bàn thắng, 1. FC Köln

## Danh hiệu

### Câu lạc bộ
- Cúp bóng đá Đức: 1952–53
- Giải vô địch bóng đá Đức: 1955

### Quốc tế
- Giải vô địch bóng đá thế giới: 1954

### Cá nhân
- Đội hình toàn sao FIFA World Cup: 1954
- Chiếc giày Bạc FIFA World Cup: 1958
- Ballon d'Or – Á quân: 1958

## Sách
- Helmut Rahn: Mein Hobby: Tore schießen. 1959, ISBN 3-421-05836-9